# 11846 Верміннен
11846 Верміннен (11846 Verminnen) — астероїд головного поясу, відкритий 21 вересня 1987 року.
Тіссеранів параметр щодо Юпітера — 3,434.